# Mansión de Jasmuiža
La Mansión de Jasmuiža es una casa señorial en la parroquia de Aizkalne, municipio de Preiļi en la región histórica de Latgale, en Letonia, actualmente una casa museo dedicada al escritor Rainis.

## Historia
La construcción de la mansión de madera cerca de Aizkalne se inició en 1883 y fue completada en 1891. El edificio ahora alberga un museo, abierto el 16 de agosto de 1964, dedicado al escritor letón Rainis cuyo padre, Krišjānis Pliekšāns, administró la finca circundante.